# Райс-Лейк (переписна місцевість, Міннесота)
Райс-Лейк (англ. Rice Lake) — переписна місцевість (CDP) в США, в окрузі Клірвотер штату Міннесота. Населення — 274 особи (2020).

## Географія
Райс-Лейк розташований за координатами 47°23′18″ пн. ш. 95°31′28″ зх. д. / 47.38833° пн. ш. 95.52444° зх. д. (47.388299, -95.524367).  За даними Бюро перепису населення США в 2010 році переписна місцевість мала площу 27,67 км², з яких 27,06 км² — суходіл та 0,62 км² — водойми.

## Демографія
Згідно з переписом 2010 року, у переписній місцевості мешкало 235 осіб у 72 домогосподарствах у складі 54 родин. Густота населення становила 8 осіб/км².  Було 77 помешкань (3/км²).
Расовий склад населення:
| - 84,3 % — корінних американців - 11,5 % — білих |

До двох чи більше рас належало 3,8 %. Частка іспаномовних становила 4,7 % від усіх жителів.
За віковим діапазоном населення розподілялося таким чином: 38,3 % — особи молодші 18 років, 54,5 % — особи у віці 18—64 років, 7,2 % — особи у віці 65 років та старші. Медіана віку мешканця становила 29,4 року. На 100 осіб жіночої статі у переписній місцевості припадало 91,1 чоловіків;  на 100 жінок у віці від 18 років та старших — 95,9 чоловіків також старших 18 років.
Середній дохід на одне домашнє господарство  становив 30 166 доларів США (медіана — 20 938), а середній дохід на одну сім'ю — 33 235 доларів (медіана — 26 250). Медіана доходів становила 26 071 долар для чоловіків та 31 500 доларів для жінок. За межею бідності перебувало 41,5 % осіб, у тому числі 48,8 % дітей у віці до 18 років та 33,3 % осіб у віці 65 років та старших.
Цивільне працевлаштоване населення становило 71 осіб. Основні галузі зайнятості: освіта, охорона здоров'я та соціальна допомога — 35,2 %, мистецтво, розваги та відпочинок — 12,7 %, будівництво — 12,7 %.